# 浸豬籠

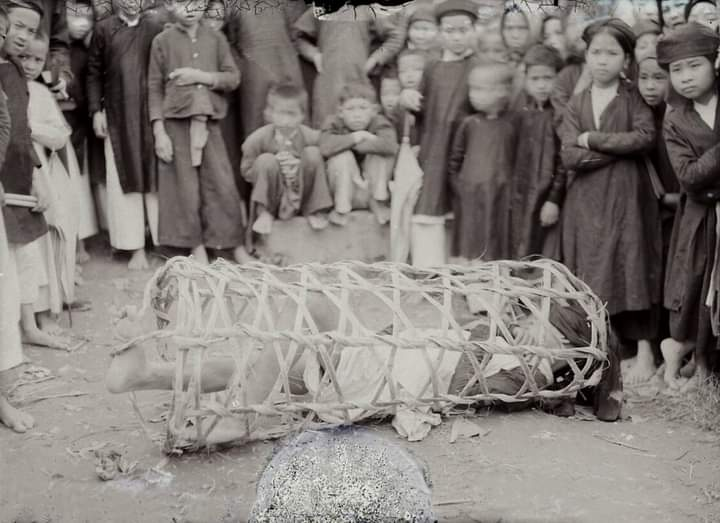
越南浸豬籠情景

浸豬籠，又稱沉塘，是中國、越南传统社會一種私刑懲罰。在中國流行於明清兩朝時期，在中國主要為處罰犯了通姦的人。在越南則用來懲罰竊賊。

## 方法
行刑者會把犯人放進用竹子編成的豬籠，在開口處綑以繩索，吊起來，然後放到江河裏淹浸。輕則讓犯人頭部露出水面，浸若干時候。重則把犯人丟進水裏活活溺斃。
該刑罰含被懲者豬狗不如，再世投胎亦不得為人之意。

## 歷史
中國自秦朝開始就有嚴禁通姦的律例，懲罰由宮刑、杖刑至監禁不等。如漢朝董朝任濟南太守時，與城陽王的女兒私通，便被判了三年牢獄。唐律通姦的男女雙方，各判一年半的有期徒刑；如果當事女性有丈夫，則加半年刑期。雙方不得進行私刑。宋朝依據唐律規定，但改成“親不告，官不理”的告訴乃論罪行，並多了可“刑可抵責十五板子”以及“妻子與別人通姦確鑿，丈夫不告者不成立”的條款。元明清時期關於通姦者最常使用是打板子，如清朝法律規定，男女各打八十大板，有夫之婦與人通姦的打九十，通姦害死配偶則可判死。
但明清時代的官員對於此等案類則允許私刑，而傳統社會則利用浸豬籠此類極刑來警惕其他人，以免他們干犯同等罪行。中國通姦法律有貴賤階級與身份之別，往往下層男性與上層女性通姦方為逆罪，反之通常不論。但也有不同的法律，如秦代有丈夫通姦，妻子氣憤下將其殺死可免罪的法條存在。

## 現代
類似浸豬籠的事件在中國大陸地區時有發生，某些事件亦被媒體報導。
恐怖主义組織伊斯蘭國曾把俘虜困在籠裡，然後把籠降入水裡以致俘虜溺斃。此行刑方法亦被某些亞洲媒體形容為浸豬籠。